# Kimi ga Nozomu Eien
Kimi ga Nozomu Eien (君が望む永遠 lit. La eternidad que deseas?), también conocida como Kiminozo, es un videojuego eroge lanzado en 2001. En 2003, fue convertido en un anime que gira en torno a los acontecimientos que experimenta Haruka Suzumiya. El juego fue lanzado por Âge en los Estados Unidos, disponibles solo para el computador. El éxito del anime ha provocado la creación posterior de más videojuegos. Además, está la serie poco cómica de OVAs llamada Akane Maniax, que se ubica después de que Haruka saliera del hospital y gira en torno a Akane Suzumiya y a Gouda Jouji, quien se enamora cómicamente de ella a primera vista. Existe también otra serie poco cómica totalmente alternativa que narra las aventuras de las otras empleadas del restaurante donde Takayuki trabaja, llamado Ayu Mayu Gekijou.
Después del lanzamiento del anime, se produce una serie de 4 OVAS con un final alternativo de nombre Kimi ga Nozomu Eien ~Next Season~ con venta en formato DVD el 21 de diciembre de 2007. El booklet que acompañaba al primer DVD reveló que el final alternativo durará 4 episodios. Los comerciales o videos promocionales fueron lanzados el 4 de diciembre de 2007. Esta serie de OVAS tenían como fin mostrar un final alternativo al anime.

## Argumento
Esta es una historia de Romance, Drama, Tragedia y un toque (minúsculo, no demasiado) de Ecchi que gira en torno al accidente que sufre la protagonista, afectando así, las vidas de sus 3 amigos de escuela secundaria.
La historia comienza con la introducción de cuatro buenos amigos, Haruka Suzumiya, Takayuki Narumi, Mitsuki Hayase y Shinji Taira y el principio de la relación de noviazgo entre Haruka y Takayuki los cuales al principio su romance no es muy bueno ya que Takayuki no toma en serio la relación y el y Haruka parecen solo amigos hasta que un día cuando Takayuki decide aclarar las cosas con ella cuando Haruka rompe en llanto y le dice "no lo digas, no quiero sufrir más de lo que ya he sufrido" y Takayuki cambia de opinión diciendo "quiero volver a empezar esto".
Un día Takayuki es interrumpido en su camino a una cita con Haruka por Mitsuki la cual le pide que lo acompañe y le compre un regalo por su cumpleaños. Viendo que llegaba tarde a la cita, Takayuki le obsequia un anillo sin estar convencido de que sea un buen regalo de cumpleaños. Finalmente Takayuki se despide y corre hacia la estación de tren.
Al llegar al lugar de la cita Takayuki observa una ambulancia y al escuchar comentarios descubre que Haruka tuvo un accidente y fue atropellada por un automóvil.
Haruka permanece en coma durante 3 años con la particularidad de que cuando despierta nadie le puede decir que ha pasado en todo ese tiempo mientras que Takayuki sostiene una relación con Mitsuki. Al recuperarse Haruka, Takayuki se debate entre regresar con ella o permanecer con Mitsuki quien se encargó de cuidarlo durante esos 3 años debido al shock que le ocasionó el accidente de Haruka, llegando a ser Mitsuki la persona más importante para Takayuki, tanto es así, que viven como pareja, aunque luego después esa relación se vuelve distante y deprimente.

## Personajes principales
Takayuki Narumi (鳴海孝之 Narumi Takayuki?)
Voz por: Kishō Taniyama, Kevin M. Connolly (inglés)
Es el protagonista alrededor del cual se desarrolla la historia. Un personaje indeciso pero noble, quien tiene dificultades al decidirse por la persona que ama. Al principio está profundamente enamorado de Haruka, pero siempre tuvo sentimientos latentes hacia Mitsuki. Los cuales exploraron luego del accidente de Haruka. Después de dudar en varios capítulos, decide estar con Mitsuki, al darse cuenta de que ella fue quien le liberó de su depresión y le ofreció una vida nueva, por lo que juntos siguen adelante, comenzando de nuevo.
Haruka Suzumiya (涼宮遙 Suzumiya Haruka?)
Voz por: Minami Kuribayashi, Carrie Savage (inglés)
Es la heroína principal, descrita como un personaje trágico, víctima de los eventos. Haruka es una chica tímida, amable y muy sensible que admira y ama a Takayuki desde hace poco del comienzo de la serie. Con la ayuda de su mejor amiga Mitsuki comienza una relación con él, la cual comienza mal pero poco a poco se desarrolla un hermoso y romántico noviazgo. Lamentablemente, Haruka sufre un accidente que la deja en coma por tres años. Cuando despierta no se da cuenta de que estuvo en coma, por lo que todos tienen que fingir ser como eran antes, incluso ocultando la actual relación de Takayuki y Mitsuki. Un tiempo después de despertar, ella descubre gracias a su cabello que ha pasado más tiempo del que creía. Haruka reflexiona y se da cuenta de que su papel de víctima no le llevará a nada, y de que Takayuki y Mistsuki ya no son las mismas personas de hace años, por lo que agradece a Takayuki por todo y se despiden, posiblemente para siempre, dejándolo libre de culpa. Al igual que Takayuki y Mitsuki, Haruka sigue adelante en la vida, ella como autora de libros, cumpliendo así su sueño.
Mitsuki Hayase (速瀬 水月 Hayase Mitsuki?)
Voz por: Tomoko Ishibashi, Colleen Clinkenbeard (inglés)
La rival amorosa, presentada como un personaje humano con virtudes y defectos característicos de une persona cualquiera. Chica extrovertida y muy enérgica. Ella se hace amiga de Takayuki y Shinji para más tarde presentar a Takayuki a su mejor amiga Haruka, pero terminan siendo mejores amigos y desarrollando amor genuino hacia él, el cual reprimió por la fidelidad a Haruka. Luego del accidente de Haruka ella cuida de un muy depresivo Takayuki, quien estuvo al borde sel suicidio, durante tres años hasta que finalmente revela sus sentimientos hacia él "traicionando" a su Haruka pero salvando a Takayuki al proponerle comenzar desde cero, iniciando una relación formal, la cual peligra de arruinarse tras el despertar de Haruka. Al final Mitsuki decide rendirse ante todo, debido a su baja autoestima creyéndose una sustituta pero esta vez, Takayuki confiesa que quiere vivir junto a ella y "hacer las cosas como se deben".
Shinji Taira (平慎二 Taira Shinji?)
Voz por: Makoto Aoki, David Wilson-Brown (inglés)
Shinji es el mejor amigo de Takayuki, Quien tenía una estrecha relación también con las heroínas, Mitsuki y Haruka. Finalmente se separa del grupo de amigos luego de la graduación, debido a su carrera universitaria, pero siempre aconseja a Takayuko cada vez que lo necesita. Nunca se llega a involucrar mucho en el lío amoroso, pero al acostarse con Mitsuki (borracha y depresiva) le añade cierta tensión a la trama.
Akane Suzumiya (涼宮茜 Suzumiya Akane?)
Voz por: Tomomi Uehara, Leah Clark (inglés)
Es la tercera heroína de la historia, mostrándose como un personaje egoísta e ignorante, pero con sentido de la lealtad hacia su hermana mayor, a quien irónicamente también le guarda rencor debida que la tragedia y su sufrimiento, como el de todos, es a causa de su coma. Akane es la hermana menor de Haruka con tres años de diferencia. Ella pierde el respeto por Mitsuki y Takayuki tras darse cuenta de que éstos, por razones obvias, le escondían su relación de noviazgo tras el accidente, sacando conclusiones aceleradas y mostrando actitudes desagradables e hipócritas frente a Mitsuki, ya que la misma Akane también tiene ciertos sentimientos amorosos hacia Takayuki. Posee una gran habilidad para la natación y una personalidad extrovertida y muy enérgica, al final de la serie se convierte en la mejor nadadora de su escuela en honor a Mitsuki.

## Personajes Secundarios
Ayu Daikuuji (大空寺 あゆ Daikūji Ayu?)
Voz por: Kiyomi Asai, Monica Rial (inglés)
Mayu Tamano (玉野 まゆ Tamano Mayu?)
Voz por: Kozue Yoshizumi, Luci Christian (inglés)
Son dos camareras que trabajan en el mismo restaurante que Takayuki. Ayu es la hosca hija del director ejecutivo del grupo financiero "Templo del cielo", propietario y operador de la cadena de restaurantes. Como tal, se le permite trabajar en el restaurante como parte de un estudio de mercado realizado por el grupo financiero con la condición de que no revele su identidad. Ella trabaja para experimentar la sociedad. Mayu es una klutz de voz suave pero bien intencionada que ha perdido a sus padres y a su hermano mayor. Mientras sirven como intereses amorosos en el juego, proporcionan el único alivio cómico en el anime. Después de los créditos de varios episodios de la serie, un corto de 30 segundos conocido como el "Teatro Ayu-Mayu" los muestra en una situación cómica totalmente irrelevante para la historia principal con todos los personajes súper deformados. También se les conoce como AyuAyu y MayuMayu.
Hotaru Amakawa (天川 蛍 Amakawa Hotaru?)
Voz por: Satoko Kubota, Alison Viktorin (inglés)
Fumio Hoshino (星乃 文緒 Hoshino Fumio?)
Voz por: Hitomi, Jamie Marchi (inglés)
Manami Homura (穂村 愛美 Homura Manami?)
Voz por: Amako Mari, Amy Rosenthal (inglés)
Son tres enfermeras en el hospital. Hotaru y Fumio asistieron a la escuela de enfermería juntos y son muy buenos amigos. Hotaru Amakawa sufre de una enfermedad terminal que detuvo su desarrollo físico para que se vea como una niña muy pequeña. A menudo se la conoce como "hija de Fumio", ya que Hotaru tiene una estatura muy infantil, mientras que Fumio tiene una estatura muy curvilínea y materna. Los dos son inseparables. Manami, la enfermera de cabello verde, es una estudiante de enfermería que asistió a la misma escuela secundaria que Takayuki. Manami tiene un fuerte instinto maternal con el deseo de cuidar a las personas, de ahí su profesión elegida. En el juego, Manami se presenta en el primer capítulo y también está enamorada de Takayuki, pero también es demasiado tímida para expresar sus sentimientos hacia él. Las tres enfermeras son posibles intereses amorosos en el juego. El final original de Manami fue tan inquietante que los fanáticos escribieron a la compañía para cambiarlo; Las versiones de DVD y PS2 del juego tienen una nueva finalización para su ruta. En el anime, el papel de Manami se reduce a una línea y varios cameos silenciosos. A Hotaru le dan varias escenas cortas en el hospital, donde deja caer muchas insinuaciones sexuales en sus conversaciones con Takayuki.
Motoko Kōzuki (香月 モトコ Kōzuki Motoko?)
Voz por: Mariko Kobayashi, Stephanie Young (inglés)
Ella es la doctora encargada de Haruka. Es la hermana mayor de Mitsuko Kōzuki de Kimi ga Ita Kisetsu y Yūko Kōzuki de Muv-Luv.

## Canciones
Tema de apertura (Opening)
- Precious Memories por Minami Kuribayashi.

Temas de cierre (Endings)
- Episodio 2: Rumbling Hearts por Minami Kuribayashi.
- Episodios 3 al 13: Hoshizora no Waltz por Minami Kuribayashi.
- Episodio 14: Kimi ga Nozomu Eien por Megumi Matsumoto bajo el seudónimo de MEGUMI.